# Spillern
Spillern is een gemeente in de Oostenrijkse deelstaat Neder-Oostenrijk, gelegen in het district Korneuburg (KO). De gemeente heeft ongeveer 1700 inwoners.

## Geografie
Spillern heeft een oppervlakte van 12,69 km². Het ligt in het noordoosten van het land, iets ten noorden van de hoofdstad Wenen en ten zuiden van de grens met Tsjechië.
Bisamberg · Enzersfeld im Weinviertel · Ernstbrunn · Großmugl · Großrußbach · Hagenbrunn · Harmannsdorf · Hausleiten · Korneuburg · Langenzersdorf · Leitzersdorf · Leobendorf · Niederhollabrunn · Rußbach · Sierndorf · Spillern · Stetteldorf am Wagram · Stetten · Stockerau
- Gemeinsame Normdatei: 4527845-3
- MusicBrainz: 8b18d212-d48f-4517-b61a-af1261f1a79c
- Virtual International Authority File: 248720432
- WorldCat: E39PCjD7wBwjXgqwxVcxDYQkj3